# Gustaf Adolf Fahle
Gustaf Adolf Emanuel Fahle, född 2 april 1906 i Norrköping, död i september 1989, var en svensk konstnär.
Han var son till banarbetaren Carl Alfred Fahle och Anna Mathilda Jansson och från 1938 gift med textilkonstnären Valborg Tibblin.
Fahle var i unga år anställd vid Lithografiska AB i Norrköping men bestämde sig för att utbilda sig till konstnär. Han studerade vid Gottfrid Larsson och Edward Berggrens målarskola i Stockholm 1929-1931, därefter var han en tid vid Maison Watteau i Paris, resan fortsatte till Spanien och Mallorca som han kombinerade med ett hastigt besök i Tyskland, Holland och Belgien. Han återvände våren 1952 till Balearerna, Mallorca och Ibiza. Under sina första år som konstnär arbetade han uteslutande med akvarell. Han debuterade med sina akvareller på en separatutställning i Norrköping 1933 som han följe upp med en uppmärksammad utställning i Gävle 1934. I mitten av 1930-talet frångick han akvarellerna och arbetade mer och mer med oljemålningar. Han ställde ut med Östgöta konstförening och Sveriges allmänna konstförenings samlingsutställningar.
Hans konst består av oljemålningar med porträtt, industriområden, hamnar och den östgötska skärgården i olja eller akvarell. Som porträttmålare målade han ett porträtt av statsrådet David Petterson i Bjälbo för Östergötlands läns landsting, han porträtterade även konstnärskollegerna Birger Strååt och Albert Sjöström. I akvarell har han målat motiv från Frankrike och Spanien. Bland hans tavlor har motiven från Norrköpings industriområden och hamn uppmärksammats. Han tilldelades Östgöta konstförenings stipendium 1934 och 1989.
Fahle är representerad vid Norrköpings konstmuseum med tre verk bland annat med ett dubbelporträtt på sina föräldrar och vid Östergötlands museum, Östergötlands läns landsting, Stockholms läns landsting, Stockholms kommun och Good Year International Corp. i Akron, Ohio i USA.